# Campionato mondiale giovanile di scherma 2007
Il Campionato mondiale juniores di scherma del 2007 ("2007 World Juniors Fencing Championships") è stato organizzato dalla Federazione internazionale della scherma e si è svolto a Belek in Turchia dal 13 al 14 aprile.
Nel fioretto, si sono aggiudicati i titoli del campionato mondiale il turco Martino Minuto, che ha battuto in finale il coreano Yong Tae Im, e la tedesca Sandra Bingenheimer che ha avuto la meglio sulla russa Larisa Korobejnikova.
Nella spada il francese Alexandre Blaszyck ha battuto in finale lo statunitense Graham Wicas, ottenendo il titolo mondiale juniores maschile, mentre tra le donne la svedese Emma Wertsén ha superato l'italiana Marzia Muroni.
Nella sciabola il tedesco Benedikt Beisheim prevale sul coreano Young Jun Park, mentre l'ucraina Ol'ha Charlan ha battuto la russa Ekaterina D'jačenko.
Nel campionato mondiale juniores a squadre maschili, la nazionale italiana ha prevalso nella finale del fioretto contro la Cina, mentre la nazionale russa ha vinto nella spada contro la formazione svizzera, ed infine la nazionale ucraina ha avuto la meglio sulla compagine francese nella sciabola.
Nel campionato mondiale juniores a squadre femminili, la nazionale russa ha prevalso nella finale del fioretto contro l'Italia, la Francia ha vinto nella spada contro la compagine magiara, ed infine la formazione ucraina ha avuto la meglio sulla nazionale russa nella sciabola.

## Podi

### Uomini
| Specialità  | Oro                                                        | Argento                                                                 | Bronzo                                                            |
| Individuali |                                                            |                                                                         |                                                                   |
| Fioretto    | Martino Minuto                                             | Yong Tae Im                                                             | Valerio Aspromonte Heorhij Lopatenko                              |
| Spada       | Alexandre Blaszyck                                         | Graham Wicas                                                            | Fredrik Backer Yunlong Jiao                                       |
| Sciabola    | Benedikt Beisheim                                          | Young Jun Park                                                          | Philippe Beaudry Luca Iacometti                                   |
| A squadre   |                                                            |                                                                         |                                                                   |
| Fioretto    | Italia Valerio Aspromonte Tobia Biondo Martino Minuto -    | Cina Bingwei Li Hua Li Jiale Tao -                                      | Russia Artur Achmatchuzin Aleksej Chovanskij Dmitrij Žerebčenko - |
| Spada       | Russia Pavel Suchov Sergej Toropygin Aleksandr Velikanov - | Svizzera Max Heinzer Sebastien Lamon Tobias Messmer -                   | Ungheria Daniel Budai David Csobó Péter Szényi -                  |
| Sciabola    | Ucraina Vasyl' Kalyns'kyj Dmytro Pundyk Andrij Jahodka -   | Francia Benoit Lamboley Francois Regent Pierre-Luc Wilain De Leymarie - | Italia Luca Iacometti Massimiliano Murolo Alberto Pellegrini -    |

### Donne
| Specialità  | Oro                                                               | Argento                                                         | Bronzo                                                    |
| Individuali |                                                                   |                                                                 |                                                           |
| Fioretto    | Sandra Bingenheimer                                               | Larisa Korobejnikova                                            | Arianna Errigo Fanni Kreiss                               |
| Spada       | Emma Wertsén                                                      | Marzia Muroni                                                   | Johanna Bergdahl Dominika Mosler-Plura                    |
| Sciabola    | Ol'ha Charlan                                                     | Ekaterina D'jačenko                                             | Elena Munteanu Rebecca Ward                               |
| A squadre   |                                                                   |                                                                 |                                                           |
| Fioretto    | Russia Larisa Korobejnikova Tat'jana Mjasnikova Julija Rašidova - | Italia Martina Batini Arianna Errigo Maddalena Tagliapietra -   | Cina Jinyan Chen Shuang Meng Laidi Ruan -                 |
| Spada       | Francia Marion De Leotard Mathilde Grumier Julie Mestres -        | Ungheria Edina Antal Katalin Izsó Annamária Tóth -              | Cina Nana Liu Yaoying Liu Yujie Sun -                     |
| Sciabola    | Ucraina Ol'ha Charlan Olena Chomrova Halyna Pundyk -              | Russia Veronika Danilova Ekaterina D'jačenko Julija Gavrilova - | Stati Uniti Caroline Vloka Rebecca Ward Dagmara Wozniak - |

## Medagliere
| Pos.   | Nazione       | Oro | Argento | Bronzo | Totale |
| ------ | ------------- | --- | ------- | ------ | ------ |
| 1      | Ucraina       | 3   | 0       | 1      | 4      |
| 2      | Russia        | 2   | 3       | 1      | 6      |
| 3      | Italia        | 2   | 2       | 4      | 8      |
| 4      | Francia       | 2   | 1       | 0      | 3      |
| 5      | Germania      | 2   | 0       | 0      | 2      |
| 6      | Svezia        | 1   | 0       | 1      | 2      |
| 7      | Corea del Sud | 0   | 2       | 0      | 2      |
| 8      | Cina          | 0   | 1       | 3      | 4      |
| 9      | Stati Uniti   | 0   | 1       | 2      | 3      |
| 9      | Ungheria      | 0   | 1       | 2      | 3      |
| 10     | Svizzera      | 0   | 1       | 0      | 1      |
| 11     | Polonia       | 0   | 0       | 1      | 1      |
| 11     | Romania       | 0   | 0       | 1      | 1      |
| 11     | Canada        | 0   | 0       | 1      | 1      |
| 11     | Norvegia      | 0   | 0       | 1      | 1      |
| Totale | Totale        | 12  | 12      | 18     | 42     |